# Mary Eliza Mahoney
Mary Eliza Mahoney, född 1845, död 1926, var en amerikansk sjuksköterska. 
Hon var den första formellt utbildade afroamerikanska sjuksköterskan. 
Hon är inkluderad i National Women's Hall of Fame. 